# Trains and Boats and Planes
Trains and Boats and Planes est une chanson composée par Burt Bacharach et Hal David.
Enregistrée pour la première fois en 1965 par Bucharach lui-même (qui la place dans le top 5 du UK Singles Chart), les interprétations de Billy J. Kramer and the Dakotas puis de Dionne Warwick entreront dans le Billboard Hot 100.
Reprise par une centaine d'artistes dont The Everly Brothers, Connie Francis, Chet Baker ou The Shadows, elle est interprétée en français par Claude François sous le titre Quand un bateau passe.

## Version originale de Burt Bacharach
Singles de Burt Bacharach
Saturday Sunshine
(Juillet 1963) Reach Out for Me (en)
(Novembre 1967)
Bacharach et David créent la chanson pour Gene Pitney avec qui ils avaient déjà rencontré le succès à plusieurs reprises, notamment via Only Love Can Break a Heart (en) (#2 au Billboard Hot 100 en 1962) et Twenty Four Hours from Tulsa (en) (#5 au classement officiel du Royaume-Uni). Pitney décline cependant la proposition, prétextant à Bucharach que "ce n'est pas l'une de ses meilleures".
Alors que Bucharach enregistrait une émission spéciale aux studios Granada TV à Manchester, le producteur Johnnie Hamp (en) remarque la chanson et la propose à l'un des groupes présents, les Four Just Men. Eux aussi refusent le titre, préférant se concentrer sur leurs propres compositions.
Bacharach décide de l'enregistrer lui-même chez London Records, accompagné d'un orchestre et du groupe vocal féminin The Breakaways, non créditées. Ce premier enregistrement est diffusé en single en mars 1965 sous la référence HLR 9968 et est présent sur son album Hit Maker!: Burt Bacharach Plays the Burt Bacharach Hits (en).
La chanson traite de l'amour que se portent deux personnes, séparées par une longue distance, sans que les moyens de transports ne rendent leurs retrouvailles possible.

### Classement
| Classement (1965) | Meilleure position |
| ----------------- | ------------------ |
| Royaume-Uni (OCC) | 4                  |
| Irlande           | 8                  |

## Version de Billy J. Kramer and the Dakotas
Singles de Billy J. Kramer
It's Gotta Last Forever
(Février 1965)
Arrivée aux oreilles de Brian Epstein, Billy J. Kramer and the Dakotas se voient proposer la chanson. Publiée par Parlophone sous la référence 5285, elle est produite par George Martin et entre au UK singles chart la même semaine que la version de Bucharach, en mai 1965.
La version de Kramer ne contient pas le troisième couplet, au contraire de la reprise de Dionne Warwick l'année suivante.
La chanson est le dernier succès de Billy J. Kramer and the Dakotas à entrer dans le Billboard.
| Classement (1965)               | Meilleure position |
| ------------------------------- | ------------------ |
| États-Unis (Billboard Hot 100)  | 47                 |
| États-Unis (Adult Contemporary) | 10                 |
| Royaume-Uni (OCC)               | 12                 |
| Irlande                         | 10                 |

## Version de Dionne Warwick
Singles de Dionne Warwick
Message to Michael (en)
(Avril 1966) I Just Don't Know What to Do with Myself (en)
(Octobre 1966)
Dionne Warwick enregistre la chanson en 1966. Sa version est arrangée par Bacharach et produite par le duo Bacharach-David.
Elle reste 7 semaines dans le Billboard Hot 100, atteignant la 22e position le 6 août 1966.
| Classement (1966)               | Meilleure position |
| ------------------------------- | ------------------ |
| États-Unis (Billboard Hot 100)  | 22                 |
| États-Unis (Adult Contemporary) | 37                 |
| États-Unis (Hot R&B)            | 49                 |

## Reprises (sélection)
Informations issues de SecondHandSongs sauf mentions complémentaires.
- En mai 1965, l'interprétation de la chanteuse Anita Harris (en) (via Pye Records) est éclipsée par les deux versions de Bucharach et Kramer, sorties simultanément.
- The Everly Brothers sur The Hit Sound of The Everly Brothers (1967),
- The Box Tops sur The Letter / Neon Rainbow (1967),
- Alma Cogan sur Alma (1967),
- Connie Francis sur Connie Francis Sings Bacharach and David (1968),
- Sandie Shaw l'interprète en 1968 dans son émission The Sandie Shaw Supplement (en)[16],[17]
- Astrud Gilberto sur I Haven't Got Anything Better to Do (1969),
- The Dells sur The Dells Sing Dionne Warwicke's Greatest Hits (1972),
- Fred Frith sur Great Jewish Music: Burt Bacharach (1997),
- Fountains of Wayne sur Out-Of-State Plates (2003),
- Dwight Yoakam sur Population - Me (2003),
- Laura Cantrell sur Trains and Boats and Planes (2006),
- André Manoukian avec Cocoon sur So in Love (2010).

### Reprises instrumentales
- Chet Baker and the Carmel Strings sur Into My Life (1966),
- The Shadows sur Jigsaw (1967),
- Stan Getz sur What the World Needs Now (1968),
- Alan Parker sur Guitar Fantasy (1970).

### Adaptations en langue étrangère
| Année | Langue      | Titre                   | Adaptation          | Interprète(s)                                                                                    |
| ----- | ----------- | ----------------------- | ------------------- | ------------------------------------------------------------------------------------------------ |
| 1965  | Français    | Quand un bateau passe   | Vline Buggy         | Claude François, Roland Vincent et son orchestre, Renée Martel (1968), Stéphanie Lapointe (2015) |
| 1965  | Allemand    | Frag doch nur dein Herz | Peter Göhler        | Die Five Tops, Marion Maerz (1971)                                                               |
| 1965  | Italien     | Treni, navi e aerei     | Vito Pallavicini    | Vasso Ovale                                                                                      |
| 1966  | Espagnol    | Trenes barcos y aviones | Augusto Algueró Sr. | Monna Bell                                                                                       |
| 1967  | Finlandais  | Lento etelään           | Sauvo Puhtila       | Anki                                                                                             |
| 1984  | Néerlandais | Havens en stations      | Erik Van Neygen     | Erik Van Neygen                                                                                  |
| 1998  | Suédois     | Tåg & flyg & båt        | Thomas Öberg        | Fläskkvartetten                                                                                  |